# Gymnobothrus carinatus
Gymnobothrus carinatus är en insektsart som beskrevs av Boris Petrovich Uvarov 1941. Gymnobothrus carinatus ingår i släktet Gymnobothrus och familjen gräshoppor. Inga underarter finns listade i Catalogue of Life.